# Silvio Giulio Rotta

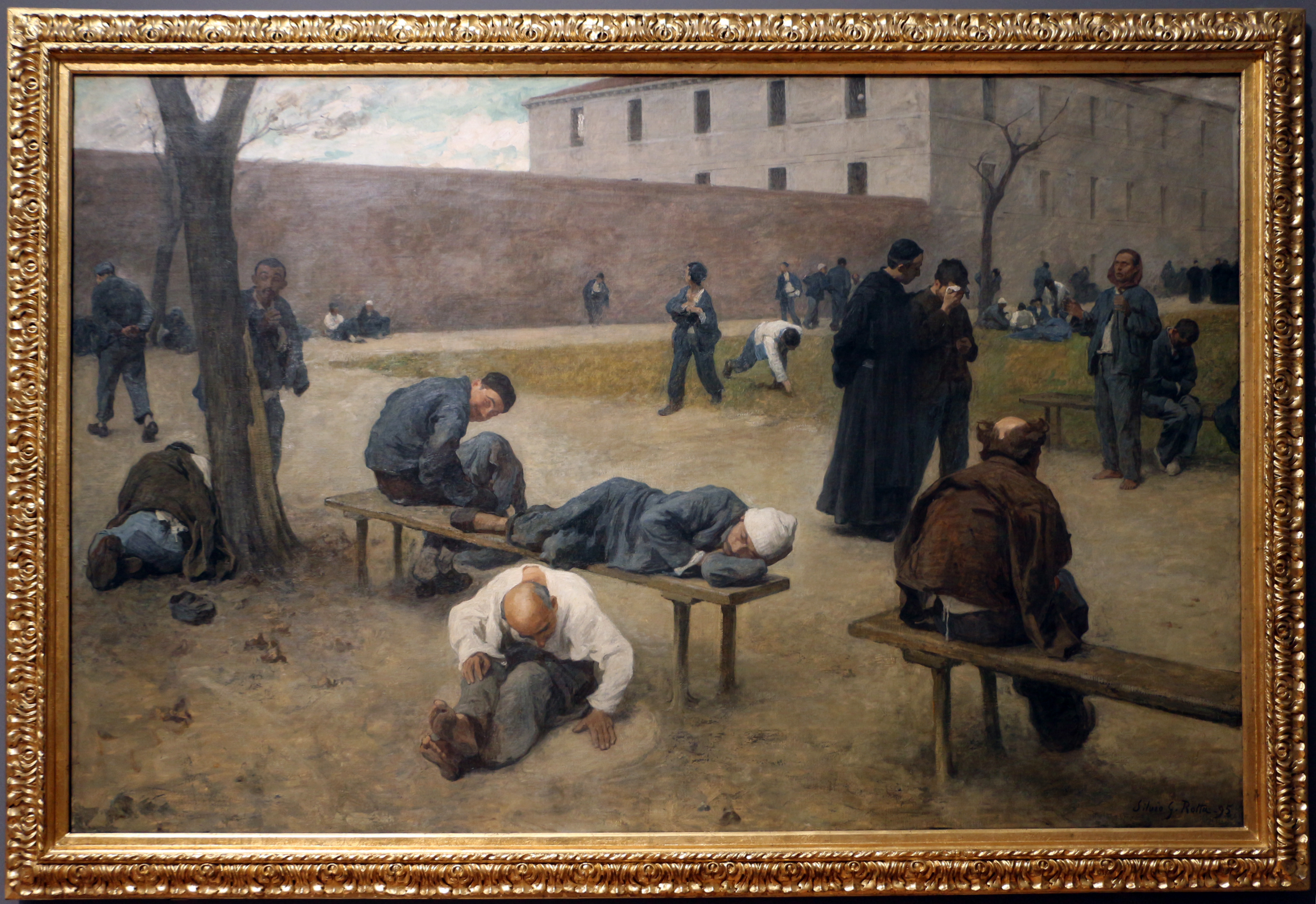
Nosocomio, 1895, GNAM

Silvio Giulio Rotta (Venezia, 15 agosto 1853 – Venezia, 7 giugno 1913) è stato un pittore italiano.

## Biografia
Era figlio e allievo di Antonio Rotta, uno dei più noti pittori internazionali della sua epoca, diventato pittore figurativo, dedito a soggetti storici di genere e sacri. Sua madre era figlia del pittore Lattanzio Querena (Clusone, 1 novembre 1768–Venezia, 10 luglio 1853). Suo zio materno era il pittore Luigi Querena (Venezia, 1824–Venezia, 1887).
Dal padre Antonio, Silvio Giulio Rotta apprese i primi rudimenti dell'arte, perfezionandosi poi all'Accademia di belle arti di Venezia. A tredici anni, nel 1866, presentò alla Mostra Promotrice di Venezia un acquarello dal titolo: Testa di veterano. Nel 1873 si recò a Parigi, per aggiornarsi sulle nuove tendenze della pittura contemporanea. 

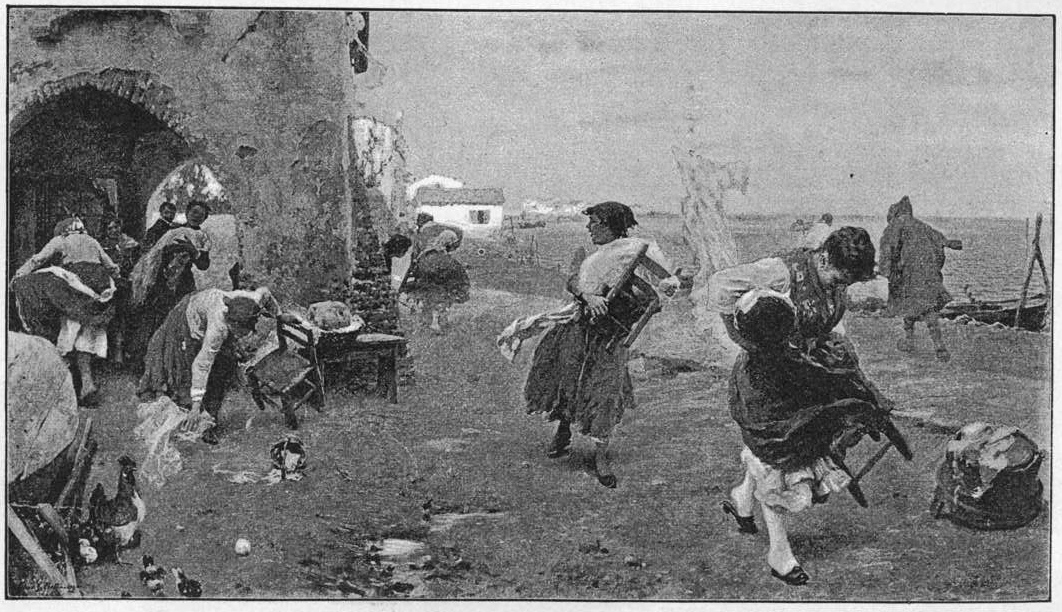
Silvio Giulio Rotta, Colpo di vento

Illustrava a colori vivaci la vita veneziana del suo tempo, in opere come Campiello, La raccolta delle cipolle, Sulla spiaggia del Lido, e Colpo di vento. Le opere di questo primo periodo, tra cui Una grata sorpresa (esposto a Vienna nel 1873), Un venditore d'acquavite, Un cenciaiuolo e In vigna (esposti a Milano nel 1878 e nel 1881) e Costumi di Venezia (presentato all'Esposizione Universale di Parigi, meritando una medaglia d'oro),  sono tutte caratterizzate da una serena osservazione della vita quotidiana. Sono opere in linea con le richieste del mercato.

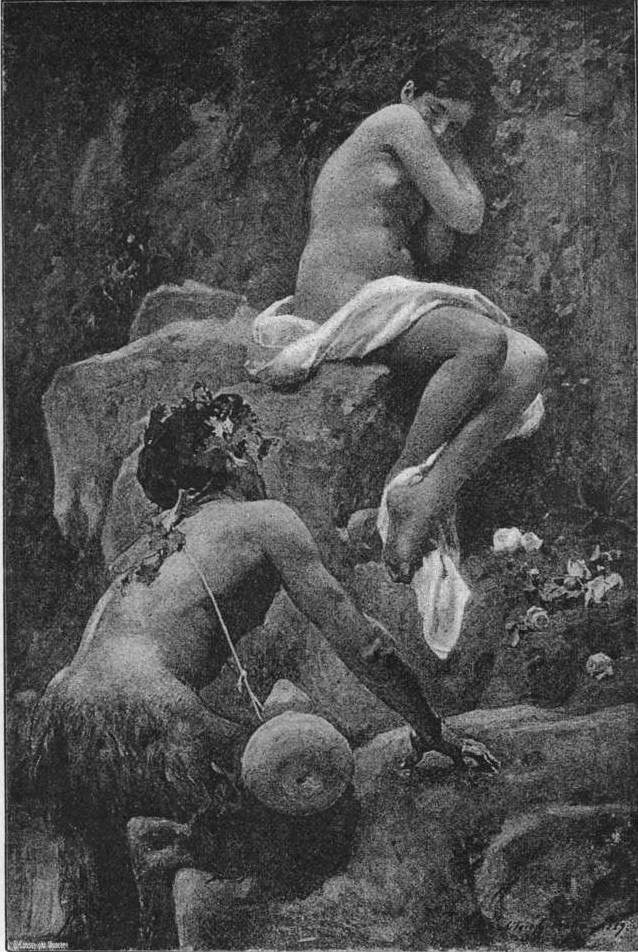
Silvio Giulio Rotta, Satiro e Ninfa

### Il realismo sociale e il simbolismo
L'insorgere di una grave malattia, e forse problemi familiari, cambiarono radicalmente la sua ottica, indirizzando la sua arte verso i temi malinconici e desolanti della più cruda pittura verista. Questa tendenza verso il realismo sociale è tipica della pittura veneziana degli ultimi decenni del secolo XIX, da Michele Cammarano in Incoraggiamento del vizio del 1868, a Federico Zandomeneghi in I poveri sui gradini del convento dell'Ara Coeli di Roma del 1872.
Nel 1887 Silvio Giulio Rotta presentò alla Mostra Internazionale di Venezia un'opera totalmente innovativa: I forzati (esposto a Budapest nel 1887 e ora alla Galleria d'Arte Moderna di Milano) che rifletteva la sua sensibilità ad aspetti del realismo sociale, alle tematiche drammatiche degli esclusi. L'opera, dipinta in sintonia con la sua più recente vena riflessiva e intimista, ottenne un successo di critica e di pubblico.
Nel 1895 espose a Roma Nosocomio (Roma, Galleria nazionale d'arte moderna e contemporanea), dipinto di crudo realismo. Non abbandonate e Carità, ora alla Galleria internazionale d'arte moderna di Venezia, furono esposti alla Biennale di Venezia, rispettivamente del 1899 e del 1905. Il dipinto Carità fu esposto alla mostra Il lavoro dell'uomo da Goya a Kandinskij, organizzata nel centenario dell'enciclica Rerum Novarum.
Il pittore si avvicinò anche a tematiche simboliste, in opere come Gli spettri e Mura abbandonate (esposto a Milano nel 1894 e ora al Museo di Belle Arti di Buenos Aires). L'ultima sua opera, Nelle tenebre, è stata presentata nel 1912.